# Punta Negra (Uruguai)
Punta Negra és una petita península i un balneari del sud de l'Uruguai, ubicada al departament de Maldonado. Es troba 10 quilòmetres a l'est de Piriápolis. La seva platja es diu Playa de Punta Negra.

## Població
Segons les dades del cens de 2004, Punta Negra tenia una població aproximada de 50 habitants i un total de 175 habitatges.
| Any  | Població |
| ---- | -------- |
| 1963 | 69       |
| 1975 | 29       |
| 1985 | 11       |
| 1996 | 42       |
| 2004 | 50       |
| 2011 | 178      |